# Batería de níquel-cadmio

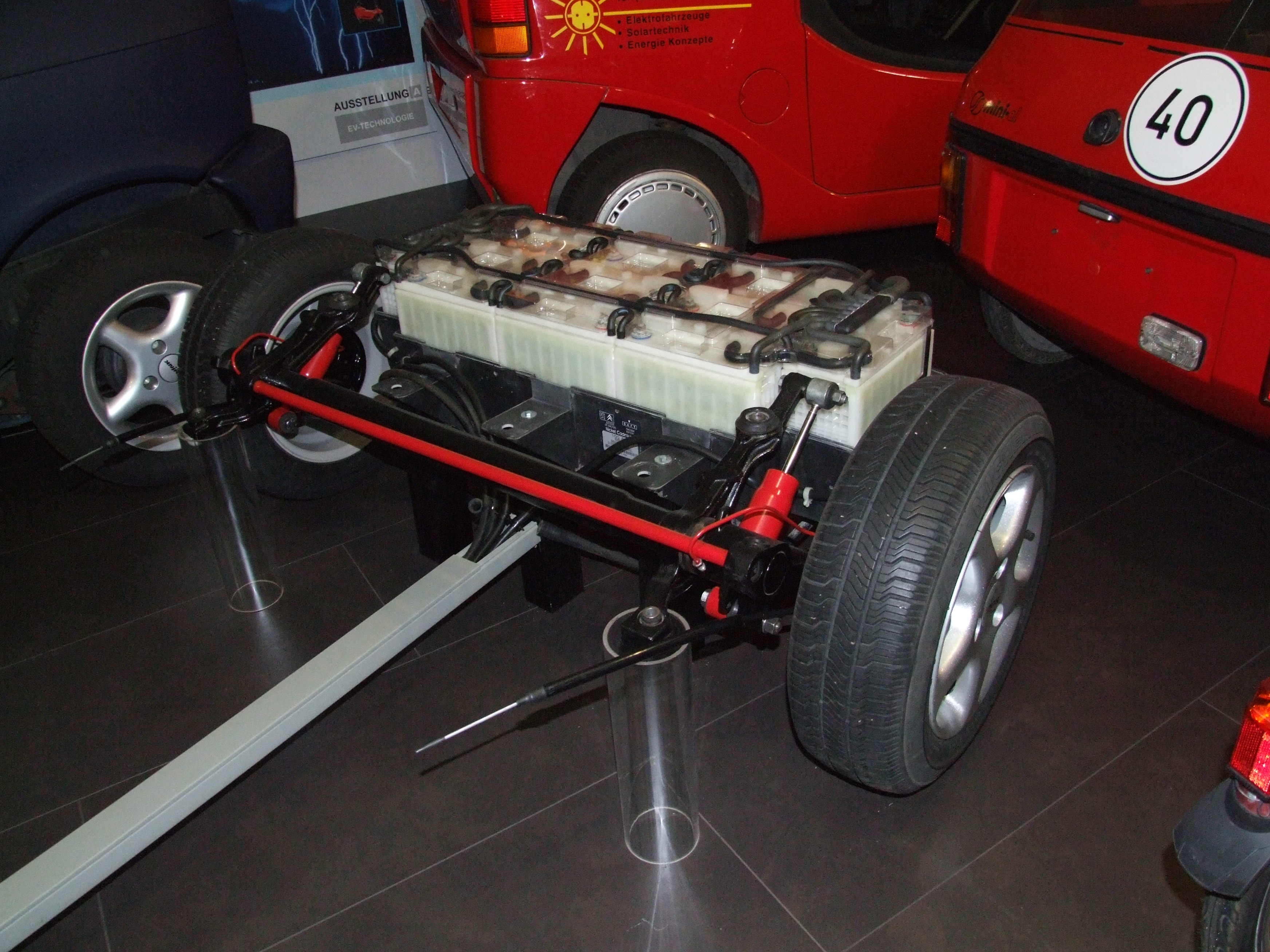
Batería de níquel-cadmio, PSA, Museum Autovision, Altlußheim.

Las pilas (una celda) y batería (varias celdas) de níquel-cadmio (comúnmente abreviado como NiCd) es una pila o batería recargable de uso doméstico e industrial. Cada vez se usan menos (a favor de las baterías de NiMH) debido a su efecto memoria y al cadmio,es muy contaminante. Sin embargo, poseen algunas ventajas sobre el NiMH, como por ejemplo los ciclos (1 ciclo = 1 carga y descarga) de carga, que oscilan entre los 1000 y 1500 ciclos (+ vida). En condiciones estándar, dan un potencial de 1,25 V (tensión de trabajo nominal 1,2 V).
Durante el uso, se produce la descarga:
{\displaystyle Cd+2OH^{-}\rightarrow Cd(OH)_{2}+2e^{-}}
{\displaystyle 2NiO(OH)+2H_{2}O+2e^{-}\rightarrow 2Ni(OH)_{2}+2OH^{-}}

## Fallos en baterías de Níquel-Cadmio (Ni-Cad)
Las baterías de Níquel-Cadmio a veces presentan una disminución de su capacidad debido a su normal uso, es irreversible pero no catastrófica como el crecimiento por sulfatación de la placa positiva en baterías de plomo-ácido.
La carbonatación es otro proceso gradual pero reversible, producido por la absorción de carbono en el aire al electrolito de hidróxido de potasio. Sin un mantenimiento adecuado, la carbonatación puede causar que no se soporte la carga, lo cual puede ser catastrófico para el equipo. Se puede hacer reversible cambiando el electrolito.
Mantener las baterías de níquel-cadmio en flotación durante largos períodos, sin ciclos de carga y descarga puede causar fallos catastróficos en la carga soportada. El descargador de baterías podrá resultarle útil para realizar estos ciclos de descarga y además tanto la familia de rectificadores de baterías como la familia de cargadores multi-tensión, permitirán realizar los mantenimientos de rutina. Estos efectos de flotación son reversibles, descargando la batería una o dos veces.

## Batería de níquel-cobalto (NC)
Las baterías de níquel-cobalto  (NC, tanto NCM, como NCA), son unas baterías de iones de litio, donde el cobalto contribuye de manera crucial a estabilizar la estructura de los enlaces níquel-oxígeno, que son débiles. Gracias al cobalto, se fortalece dicha estructura y se incrementa notablemente la densidad energética.
La batería, también de iones de litio, LFP tiene la ventaja de no necesitar cobalto.